# Деражнянська центральна районна бібліотека
Деражнянська центральна міська бібліотека — публічна бібліотека в місті Деражня.

## Історія бібліотечної системи Деражнянського району
У 1884 році сільська та міщанська громада Деражні зібрали 400 крб. і придбали літературу для місцевої читальні. Так була створена перша громадська бібліотека на території Деражнянщини, яка входила тоді до Летичівського повіту.
У містечку Вовковинці у 1988 році створена науково-природнича читальня. Такі бібліотеки існували при багатьох церковних парафіях.
Наприкінці ХІХ ст. в Деражні та Вовковинцях працювали чайни — читальні.
У 1917 році в містечку відкривається бібліотека, яка уже при радянській владі отримала назву бібліотеки райпедкабінету Міністерства освіти.
Перші на Деражнянщині масові бібліотеки були створені в 1922 році при відділі народної освіти Деражнянського волосного виконкому і при Вовковинецькій містечковій раді робітничих, селянських, і червоноармійських депутатів.
На 1 жовтня 1925 року у двох районах Вовковинецькому (який в 1959 році влився в Деражнянський район) та Деражнянському діяло вже 19 бібліотек, книжковий фонд яких становив 6,6 тис. томів.
На 1 жовтня 1939 року фонд районних бібліотек становив 17177 екз.
До початку Великої Вітчизняної війни лише в Деражні працювали 7 бібліотек різних профілів.
В 1944 році, одразу після звільнення від фашистів території нашого району, відновили роботу ряд при клубних бібліотек.
У 1946 році створено районний відділ культури, тоді ж відновила роботу Деражнянська районна бібліотека для дорослих.
У післявоєнний 1946 рік відновили обслуговування читачів більшість бібліотек району.
На 1 жовтня 1946 року книжковий фонд Деражнянської районної бібліотеки для дорослих становив лише 1254 екз. книг.
У 1946 році місцевим бюджетом для поповнення книжкового фонду районної бібліотеки виділено 6500 крб. для придбання книг та 1092 крб. для передплати періодичних видань.
На 1 жовтня 1948 року книжковий фонд районної бібліотеки становив вже 4460 примірників.
На початку 50-х років повністю відновилась довоєнна сітка бібліотек, з'явились нові бібліотечні установи. Методом народної будови завершення спорудження шести нових клубів з просторими кімнатами для бібліотек.
У 60-70-х роках для поповнення книжкових фондів залучились значні кошти колгоспів.
У 70-х роках збудовано приміщення бібліотек сіл Явтухи, Яськівці, Літки, Волоське.
Фонд Деражнянської районної бібліотеки для дорослих в 1975 році становив 34011 екз. Якщо в 1953 році книжкові фонди сільських бібліотек нараховували 18994 примірників, то в 1975 році — 370987 екз., тобто зросли майже у 20 разів.
У 1976 році розпочалася централізація бібліотечних установ району. Тоді була створена Деражнянська централізована бібліотечна система, центром якої стала районна бібліотека для дорослих, в якій було створено відділ комплектування, обробки літератури та організації каталогів, відділ організації. Використання та збереження книжкових фондів і методичний відділ. Крім того в бібліотеці, як і раніше, працював читальний зал та абонемент, які виходили у відділ обслуговування. В Деражнянській районній бібліотеці для дітей працюють відділ для дітей 1-3 класів, відділ для учнів 4-8 класів та читальний зал.
Перелічені вище відділи районних бібліотек існують і до сьогодні, за виключенням відділу організації, використання та збереження книжкових фондів, який у 2000 році був об'єднаний з відділом комплектування, обробки літератури та організації каталогів.
80-ті роки для ЦБС характеризуються великим притоком літератури, що надходила в бібліотеки.
Першим післявоєнним завідувачем районної бібліотеки для дорослих став Ількевич Є. М., який працював з січня по березень 1946 року. З березня 1946 року по вересень 1947 року завідувачкою бібліотеки була Бєлова А. П., з жовтня 1947 року по липень 1953 року — Пилипенко І. Ю. — фахівець бібліотечної справи з довоєнним стажем роботи. В липні 1953 року бібліотеку очолив Коваль К. В., який беззмінно працював до липня 1987 року.
В 1987 році директором ЦБС стала Стецюк Ю. А., яка очолювала бібліотеку до 2021року.
У 2021 році в зв'язку  з адміністративною реформою та створенням Деражнянської міської територіальної громади бібліотека змінила статус з районної на міську. У цьому ж році директором була призначена Сайпель Тетяна Анатоліївна.

## Відділи
У бібліотеці діють:
- Центр регіональної інформації;
- Пункт вільного доступу до мережі ІНТЕРНЕТ;
- Клуби за інтересами: «Краєзнавець», «У світі прекрасного», "Крокус"
- Школа правових знань: «Людина у світі законів».

Бібліотека надає вільний доступ до джерел інформації, забезпечують обслуговування дорослих користувачів, пенсіонерів, людей з обмеженими можливостями, молодь, учнів 10-11 класів.
Обслуговування користувачів здійснюють відділи бібліотеки: абонемент та читальний зал.
Відділ обслуговування:
Читальний зал — структурний підрозділ бібліотеки, метою діяльності якого є повне та оперативне задоволення інформаційно — бібліотечних потреб користувачів з використанням сучасних інформаційних технологій.
Бібліотечний фонд читального залу складають документи з різних галузей знань: наукова, навчальна, популярна література з гуманітарних, суспільних, природничих, технічних наук, художні твори, енциклопедичні і довідкові видання.
В читальному залі до послуг користувачів близько 90 назв періодичних видань з усіх галузей знань.
Підрозділ надає бібліотечно-бібліографічні та довідково-інформаційні послуги, організовує масові заходи (читацькі конференції, семінари і тренінги, круглі столи, літературні вечори, зустрічі з творчими людьми, дні інформації, презентації книг, виставки та перегляди літератури).
В читальному залі діє Пункт доступу громадян до офіційної інформації «ПДГ».
В ПДГ ви зможете: — отримати вільний доступ до сайтів органів державної влади та місцевого самоврядування; — одержати консультації з методики пошуку офіційної інформації; — отримати інформацію від бібліотекаря відповідно до вашого запиту.
Абонемент — надає вільний доступ до своїх фондів; — видає в тимчасове користування документи з свого фонду та фонду книгосховища; — організовує книжкові виставки, огляди, перегляди літератури; — пропонує документи з різних галузей знань; — надає вільний доступ до своїх фондів;
Книжковий фонд абонементу 50000 тис. видань.
Відділ комплектування, збереження книжкових фондів та організації каталогів. — забезпечує якісне комплектування фонду бібліотек найкращою книжковою продукцією вітчизняних видавництв; — виконує роботи пов'язані з обліком, обробкою літератури та організацією каталогів, здійснює розподіл нових надходжень між бібліотеками району; — забезпечує поповнення книжкових фондів бібліотек району за рахунок місцевого бюджету, інших джерел фінансування, подарунків, платних послуг, обмінно-резервних фондів; — здійснює передплату періодичних видань
Відділ організаційно-методичної та інформаційно-бібліографічної роботи: — організовує для працівників сільських бібліотек семінари, практикуми, стажування, методичні дні; — розробляє та пропонує різні видання з фахової самопідготовки, методичні та бібліографічні посібники, методично-рекомендаційні покажчики, сценарії; — веде картотеку періодичних видань, нових надходжень, проводить дні інформації, дні бібліографії, дні нових надходжень.
При Деражнянській центральній районній бібліотеці діє пункт вільного доступу до мережі ІНТЕРНЕТ.
Тут є можливість: — одержати необхідну інформацію з будь — якого питання, використовуючи пошукові системи, списки найкращих Інтернет — сайтів; — роздрукувати необхідну інформацію; — скинути інформацію на електронні носії; — оволодіти навичками роботи в мережі Інтернет (групове та індивідуальне навчання); — стати учасниками інформаційно — оновлених бібліотечних заходів.
Засновник: відділ культури, національностей та релігій Деражнянської районної державної адміністрації.

## Статистика
- Кількість бібліотек: 39
- Загальна кількість бібліотечних працівників: 47
- Фонд ЦБС: 305781 примірники книг
- Користувачів: 19460; в тому числі дітей — 3904; юнацтва - 1477
- Видача документів: 373143.